# Stephen Macknowski
Stephen Macknowski   (Yonkers, 16 de febrer de 1922 - 4 d'abril de 2013) fou un piragüista estatunidenc que va competir durant la dècada de 1940.
El 1948 va prendre part en els Jocs Olímpics d'Estiu de Londres, on va disputar dues proves del programa de piragüisme. Formant parella amb Steven Lysak, guanyà la medalla d'or en els C-2 10.000 metres i la de plata en el C-2 1.000 metres. També guanyà quatre campionats nacionals, un en C-2 el 1948 amb Steven Lysak, i tres en C-4, entre 1946 i 1948. Estudià a la Universitat de Colúmbia.